# Peix falcó de musell punxegut
El peix falcó de musell punxegut (Amblycirrhitus oxyrhynchos) és una espècie de peix pertanyent a la família dels cirrítids.

## Hàbitat
És un peix marí, demersal i de clima tropical.

## Distribució geogràfica
Es troba a Indonèsia.

## Observacions
És inofensiu per als humans.